# Tarabisco
 (février 2025).
Motif : Absence de sources
- Archive Wikiwix
- Bing
- Cairn
- DuckDuckGo
- E. Universalis
- Gallica
- Google
- G. Books
- G. News
- G. Scholar
- Persée
- Qwant
- (zh) Baidu
- (ru) Yandex
- (wd) trouver des œuvres sur Wikidata

| 1. | Préciser le motif de la pose du bandeau. | Précisez le motif de la pose du bandeau en utilisant la syntaxe suivante : {{admissibilité à vérifier\|date=mars 2025\|motif=remplacez ce texte par le motif}}                 |
| 2. | Informer les utilisateurs concernés.     | Pensez à avertir le créateur de l'article, par exemple, en insérant le code ci-dessous sur sa page de discussion : {{subst:avertissement admissibilité à vérifier\|Tarabisco}} |

Tarabisco est un roman de l'écrivain français Frédérick Tristan publié en 2011.

## Présentation
Quel est donc cet homme qui se réveille dans la chambre 17 d’un hôpital psychiatrique ? Un SDF apparemment, comme on dit, retrouvé dans la forêt de Rambouillet. Des bribes de mémoire lui reviennent, lambeaux d’une vie antérieure dont il ne sait pas ce qu’elle fut, dominés par une enfance pas très heureuse avec un absent dont il se saisit pas les contours et une mère folle et castratrice ; l'homme dit se prénommer Jean-Arthur et dans sa jeunesse il était amoureux de sa sœur Eulalie ; c'est le portrait contrasté d'un schizophrène à l'histoire assez baroque.
Il se revoit aussi enfermé dans son  appartement, s’évadant d’une réalité qui lui déplaît dans des rêves extravagants faits d’amantes guatémaltèques et de princesses américaines, sur fond d’éruption volcanique ou de palaces géants. Il protège son intimité de défenses formidables pour se défendre du chaos ambiant, des intrigues de sa tyrannique grand-mère Théodine Tarabisco qu’il n’a pourtant jamais connue, de ses incursions impromptues dans ses rêves pour évoquer ses années de cantatrice d’opérette et d’âge d’or du music-hall, retrouver Eulalie, la femme idéale. Il lui faut alors pousser ses pensées oniriques pour faire reculer cette grand-mère jacassante et omnipotente qui gâche ses rêves. Personnages fictifs et personnages réels se mélangent alors pour déstabiliser un peu plus Tarabisco.
Le monde, le vrai monde bien concret, bien réel, devient « l'Immonde » et pervertit l’univers onirique du narrateur qui se transforme en satire de la réalité, cette « crème fouettée par de mauvais anges » avec l’aide de deux clowns, Ludion et Arpette, adaptes de Guignol. Une des clés essentielles se trouve sans doute dans cette phrase de Frédérick Tristan : « Tu es un cérébral adepte des trompe-l’œil, des mises en abyme et des décors pivotants. »
« Un jeune homme hanté par son passé familial. Des allers-retours incessants entre rêve et réalité. Un roman baroque et fascinant sur la schizophrénie par l’auteur des « Égarés », prix Goncourt 1983. » (web-tv-culture)